# Chris Anderson
Chris Anderson (ur. 9 lipca 1961 w Londynie) – amerykański publicysta, wydawca i przedsiębiorca, pochodzenia brytyjskiego. Wieloletni redaktor naczelny miesięcznika „Wired”.

## Życiorys
Jest absolwentem uniwersytetów George'a Washingtona i Kalifornijskiego – Berkeley.
Od 2001 do 2012 kierował pismem „Wired” – opiniotwórczym miesięcznikiem z dziedziny nowych technologii, zjawisk we współczesnej ekonomii, marketingu. W tym czasie pismo trzykrotnie zdobywało nagrodę amerykańskiego przemysłu prasowego – National Magazine Award. 
W 2006 opublikował The Long Tail: Why the Future of Business is Selling Less of More (Długi ogon. Ekonomia przyszłości – każdy konsument ma głos), gdzie dowodzi, że handel w sieci różni się fundamentalnie od tradycyjnego. Dzięki nieograniczonej przestrzeni sklepu wirtualnego, jak i niskim kosztom, zysk generowany jest tu także przez produkty niszowe. Stoi to u źródeł propagowanych przez Andersona zmian w globalnym rynku. Nadchodząca epoka to odwrót od masowej produkcji i unifikacji na rzecz różnorodności i produkcji niszowej. Książka znalazła się na liście bestsellerów „New York Timesa” w kategorii literatury non-fiction. Rok później tygodnik „Time” zaliczył go do grona stu największych ówcześnie myślicieli świata.
Jego książka Free. The Future of a Radical Price, wydana w 2009, wzbudziła liczne kontrowersje. To kolejna odsłona wizjonerskich tez Andersona odnośnie do przyszłości handlu. Autor przewiduje, że aby produkt bądź usługa mogła w przyszłości osiągnąć sukces, będzie musiała być darmowa. Książka odbiła się szerokim echem wśród amerykańskich środowisk mediów i biznesu, i również znalazła się na liście bestsellerów „New York Timesa”. W polemikę z Andersonem wdał się sam Malcolm Gladwell.
W 2009 współzałożył w Kalifornii firmę 3D Robotics, zajmującą się konstrukcją i produkcją dronów. Jest jej dyrektorem generalnycm (CEO).

### Życie prywatne
Ma podwójne, brytyjsko-amerykańskie obywatelstwo. Jest żonaty i ma pięcioro dzieci. Mieszka wraz z rodziną w kalifornijskim Berkeley

## Wybrane publikacje
- The Long Tail: Why the Future of Business Is Selling Less of More, Hyperion, New York 2006, ISBN 978-1-4013-0966-4 – wyd. pol. Długi ogon • Ekonomia przyszłości - każdy konsument ma głos, Media Rodzina, Poznań 2008, ISBN 978-83-7278-272-4
- Free: The Future of a Radical Price, Hyperion, New York 2009, ISBN 978-1-4013-2290-8 – wyd. pol. Za darmo • Przyszłość najbardziej radykalnej z cen, Znak, Kraków 2011, ISBN 978-83-240-1631-0